# Kazimieras Starkevičius
Kazimieras Starkevičius (née le 23 juillet 1956 à Rokai, Lituanie), est un homme politique lituanien, membre de l'Union de la patrie - Chrétiens-démocrates lituaniens (TS-LKD).
Il a été ministre de l'Agriculture entre le 9 décembre 2008 et le 12 décembre 2012, dans le gouvernement Kubilius II.